# ورکیردولی
ورکیردولی (به لاتین: Verkeerdevlei) یک شهرک در آفریقای جنوبی است که در Masilonyana Local Municipality واقع شده‌است.

## خصوصیات
ورکیردولی ۷٫۹ کیلومترمربع مساحت و ۲٬۱۳۵ نفر جمعیت دارد.